# Mariano Adrián Varela
Mariano Adrián Varela Cané (Montevideo, Estado Oriental del Uruguay, 5 de marzo de 1834 - Buenos Aires, Argentina, 18 de junio de 1902) fue un abogado, jurisconsulto, periodista y político argentino de activa participación en la segunda mitad del siglo XIX. Hijo del líder unitario Florencio Varela, ejerció como ministro de Relaciones Exteriores durante los dos primeros años de la presidencia de Domingo Faustino Sarmiento.

## Infancia y juventud
Mariano Adrián Varela Cané nació el 5 de marzo de 1834 en Montevideo, durante el exilio de su padre; era hijo de Florencio Varela, escritor y periodista, y de Justa Cané. Bautizado en la Catedral Metropolitana de su ciudad natal, tres días después de su nacimiento, Varela fue el cuarto de doce hermanos, entre los que se destacaron Héctor Florencio, Juan Cruz, Rufino y Luis Vicente, además de él.

## Trayectoria política
Nacido en Montevideo durante el exilio de su padre, se incorporó al Ejército Grande para luchar en la Batalla de Caseros, que terminó con el gobierno de Juan Manuel de Rosas. Participó también en la revolución del 11 de septiembre de 1852 y apoyó la segregación del Estado de Buenos Aires de la Confederación Argentina. En 1853 fundó junto con sus hermanos Héctor Florencio, Rufino y Luis el periódico La Tribuna, que dirigió alternativamente con su hermano Héctor.
Fue ministro de Hacienda del gobernador Adolfo Alsina, a quien su periódico había ayudado a llevar al gobierno. En octubre de 1868 fue nombrado ministro de Relaciones Exteriores por el presidente Sarmiento. Tuvo una destacada actuación durante los meses finales de la Guerra de la Triple Alianza, y en esa ocasión pronunció su frase más conocida:

"la victoria no da derechos a las naciones aliadas para declarar por sí, límites suyos los que el tratado señaló."

 Se refería a la pretensión del Imperio del Brasil de imponer los límites que pretendía al Paraguay, basándose en los términos del Tratado de la Triple Alianza. Como respuesta, el Brasil se adelantó y negoció por separado sus límites con el gobierno paraguayo, lo que perjudicó las pretensiones argentinas. Ya con anterioridad, al ingresar las fuerzas aliadas a la capital paraguaya, había escrito:

"Si con Paraguay aniquilado somos hoy exigentes, no esperemos simpatías cuando ese pueblo renazca. Esperémoslas si lo contemplamos en sus desgracias, a pesar de los enormes sacrificios y de la sangre derramada (...)"

Siguió coeditando La Tribuna y años más tarde se afilió a la Unión Cívica Nacional. Justificó desde su diario la Revolución del Parque y fue elegido senador en 1892 por la Capital Federal. No obstante, renunció a su banca en protesta por la aceptación de un senador cuya elección consideraba ilegítima.
Pese a que no era jurista, en 1901 el presidente Roca lo nombró miembro del Tribunal de Apelaciones. Falleció al año siguiente.